# جوخه انتحار
جوخه انتحار (به انگلیسی: Suicide Squad) که همچنین به عنوان نیروی ویژه اکس نیز شناخته می‌شود، عنوانی برای دو گروه خیالی ضدقهرمان ظاهر شده در کتاب‌های کمیک آمریکایی منتشر شده توسط دی‌سی کامیکس است. اولین نسخه جوخه خودکشی در مجموعه کمیک شجاع و جسور (سپتامبر ۱۹۵۹) عرضه و نسخه دوم توسط جان اوتاوا ایجاد و در قسمت سوم افسانه (۱۹۸۷) عرضه شد.
فیلم سینمایی جوخه خودکشی (فیلم) و به کارگردانی دیوید آیر بر اساس این گروه ساخته شده است که در تاریخ ۵ اوت ۲۰۱۶ اکران شد.و همینطور فیلم سینمایی جوخه انتحار (فیلم ۲۰۲۱) به کارگردانی جیمز گان در تاریخ ۶ اوت ۲۰۲۱ اکران شد.

## اعضا: جوخه آماندا والر نسخه ۴
- آماندا والر
- عنکبوت سیاه
- ددشات
- ال‌دیابلو
- پادشاه کوسه
- هارلی کویین
- ساوانت

## اعضا: جوخه آماندا والر نسخه ۳
- آماندا والر
- ریک فلگ
- برنز تایگر
- کاپیتان بومرنگ
- شب‌تاب
- ددشات

## اعضا: جوخه آماندا والر نسخه بازگشته
- آماندا والر
- کاپیتان بومرنگ
- ددشات
- پادشاه کوسه
- ناک‌اوت

## در دیگر رسانه
- جوخه انتحار (فیلم)
- بتمن: حمله به آرکام
- جوخه انتحاری : دردسر بزرگ
- جوخه انتحار (فیلم ۲۰۲۱)

## اعضا: جوخه آماندا والر نسخه ۱
- آماندا والر
- ددشات
- ریک فلگ
- برنز تایگر
- افسونگر
- کاپیتان بومرنگ
- بلاک‌باستر
- امیر دکو

## اعضاء: جوخه آماندا والر نسخه ۲
- آماندا والر
- سرهنگ فرانکلین جان راک
- رئیس بزرگ
- بولدوزر
- شاه ساعت
- کلو مستر
- مولتی من